# Hakea baxteri
Hakea baxteri är en tvåhjärtbladig växtart som beskrevs av Robert Brown. Hakea baxteri ingår i släktet Hakea och familjen Proteaceae. Inga underarter finns listade i Catalogue of Life.